# Európai Filmdíjak 2019
A 32. Európai Filmdíj-átadó ünnepséget (32nd European Film Awards) 2019. december 7-én rendezték meg a berlini fesztiválpalotában. Az eseményen a 2018. június 1. és 2019. május 31. között hivatalosan bemutatott és az Európai Filmakadémia több mint 3500 tagjának szavazata alapján legjobbnak ítélt európai filmalkotásokat részesítették elismerésben.  A gála két műsorvezető házigazdája Anna Brüggemann német, valamint Aiste Dirziute litván színésznő volt.
A díjra jelöltek listáját 2019. november 9-én hozták nyilvánosságra a Sevillai Európai Filmfesztiválon.
2019-től változott a rövidfilmek versenyeztetése. Az Európai Filmakadémia 2019-ben öttel, 2020-ban pedig további néggyel bővíti azon partnerfesztiválok listáját, amelyeken egy szakmai zsűri kiválaszt és javasol egy-egy alkotást a díjra. Miután az előző év októberétől az aktuális év szeptemberéig terjedő időszakban nevezett filmekből összeáll a végleges válogatás, egy szakmai bizottság, valamint az EFA  igazgatótanácsa öt kisfilmet jelöl a legjobb európai rövidfilm díjra, s ezek közül választja ki a Filmakadémia tagsága a nyertest.
A 32. európai filmdíjátadó ünnepség alkalmából az Európai Filmakadémia új díjkategóriát hozott létre legjobb európai teljesítmény játékfilmsorozatban (European Achievement in Fiction Series) elnevezéssel. A díjat első alkalommal a már 3. évadban nagy sikert arató német televíziós sorozat, a Babilon Berlin alkotói vehették át. Agnieszka Holland, az EFA elnöke indoklása szerint „a fiatalabb generációk számára a sorozatok sokkal népszerűbb formátumok, mint a vetítőtermi filmek, és ha mérvadók akarunk maradni közönségünk számára, az EFA-nak tekintettel kell lennie erre.” Ennek megfelelően 2019-ben 24 kategóriában osztottak ki díjat:
- 10 a tagok szavazataival megválasztandó művészi kategóriában;
- 8 zsűri által eldöntendő technikai kategóriában;[10]
- 4 különdíj kategóriában;
- 2 közönségdíj kategóriában.

Az EFA 2019. augusztus 20-án nyilvánosságra hozott 46 nagyjátékfilmes válogatáslistáján, melyet szeptember 26-án két újabb filmmel egészítették ki, Reisz Gábor Rossz versek című, magyar-francia koprodukcióban készült vígjátéka képviselte a magyar filmművészetet. Szeptember 2-án tették közzé a legjobb európai film közönségdíjára jelölt 12 film listáját; a nagyközönség szeptember 2. és október 31. között online adhatta le szavazatát kedvenc filmjére.
2019. november 19-én közölték a nyolc technikai kategória „kiválóságdíjai” nyerteseinek nevét, akik az elismerést a gálán vehették át. A díjakról döntő szakmai zsűri tagja volt Vajda István magyar trükkmester is.
A 32. díjátadó nagy nyertese Jórgosz Lánthimosz ír-brit-amerikai koprodukcióban forgatott drámai vígjátéka, A kedvenc lett: összesen nyolc szobrocskát nyert el, többek között a legjobb európai film, a legjobb komédia, a legjobb rendező és a legjobb színésznő (Olivia Colman) kategóriákban. A legjobb európai színész Antonio Banderas lett (Fájdalom és dicsőség), a legjobb forgatókönyvért pedig Céline Sciamma (Portré a lángoló fiatal lányról) vehetett át díjat. A közönségdíjért járó trófeát a lengyel Paweł Pawlikowski vehette át a 2018-ban díjesőben részesített Hidegháborúért. Az Európai Filmakadémia életműdíját ez évben Werner Herzognak ítélték oda; a díjátadó gála díszvendégeként az EFA elnökétől, Wim Wenderstől vehette át az elismerést „kiemelkedő munkájáért, amellyel hozzájárult a világ filmművészetéhez”. Ez utóbbibban nyújtott legjobb európai teljesítményért Juliette Binochet díjazták.
8. alkalommal tartották meg a Fiatal Közönség Filmnapját 2019. május 5-én. Az egész napos filmnézéssel és szavazással töltött rendezvényen 34 ország – köztük hazánk – 12-15 éves nézői választották ki a legjobbnak tartott filmet a korosztályuknak készült és egy szakmai zsűri által kiválasztott 3 alkotás közül. A 16 iskolából érkezett budapesti résztvevő a Tabán moziban lezajlott vetítések között Madarász Isti forgatókönyvíró-rendezővel és Varró Attila egyetemi tanárral beszélgethettek az eredeti nyelven, magyar felirattal vetített filmekről.
A díjátadót élőben közvetítette az Európai Filmakadémia europeanfilmawards.eu internetes csatornája, továbbá 35 európai televízió és más platform – közöttük magyar médium nem volt.

## Válogatás

### Nagyjátékfilmek
1. A boldogságvirág (Little Joe) – rendező: Jessica Hausner
2. A hegyek szigete (La Gomera) – rendező: Corneliu Porumboiu
3. A kedvenc (The Favourite) – rendező: Jórgosz Lánthimosz
4. A legfehérebb nap (Hvítur, Hvítur Dagur) – rendező: Hlynur Pálmason
5. A mennyországnak kell lennie (It Must Be Heaven – rendező: Elia Suleiman
6. A rendszer (El reino – rendező: Rodrigo Sorogoyen
7. Az első áruló (Il traditore) – rendező: Marco Bellocchio
8. Az ifjú Ahmed (Le jeune Ahmed) – rendező: Jean-Pierre és Luc Dardenne
9. Bánom is én, ha elítél az utókor (Îmi este indiferent dacă în istorie vom intra ca barbari) – rendező: Radu Jude
10. Csillagok határán (High Life) – rendező: Claire Denis
11. Dafne – rendező: Federico Bondi
12. Danmarks sønner – rendező: Ulaa Salim
13. Dilda ((Дылда) – rendező: Kantemir Balagov
14. Dirty God – rendező: Sacha Polak
15. Evge (Dodomu, Додому) – rendező: Nariman Aliev
16. Égető múlt[21] (O que arde) – rendező: Oliver Laxe
17. És aztán táncoltunk (And Then We Danced) – rendező: Levan Akin
18. Fájdalom és dicsőség (Dolor y gloria) – rendező: Pedro Almodóvar
19. Fiore gemello – rendező: Laura Luchetti
20. Gundermann – rendező: Andreas Dresen
21. Ich war zuhause, aber – rendező: Angela Schanelec
22. Isten kegyelméböl (Grâce à Dieu) – rendező: François Ozon
23. Isten létezik, és Petrunijának hívják (Gospod postoi, imeto i' e Petrunija) – rendező: Teona Strugar Mitevska
24. Joy - Szexkereskedők markában (Joy) – rendező: Sudabeh Mortezai
25. Kettős életek (Doubles vies) – rendező: Olivier Assayas
26. Kiz Kardesler – rendező: Emin Alper
27. Kler – rendező: Wojtek Smarzowski
28. Kontroll nélkül (Systemsprenger) – rendező: Nora Fingscheidt
29. La noche de 12 años – rendező: Alvaro Brechner
30. Love Trilogy: Chained (Eynayim sheli) – rendező: Yaron Shani
31. Minden rendben van (Alles ist gut) – rendező: Eva Trobisch
32. Jones úr (Mr. Jones) – rendező: Agnieszka Holland
33. Nyomorultak (Les misérables) – rendező: Ladj Ly
34. Oleg – rendező: Juris Kursietis
35. Történetek a végtelenségről (Om det oändliga) – rendező: Roy Andersson
36. Ugróember (Подбросы) – rendező: Ivan Tverdovszkij
37. Portré a lángoló fiatal lányról (Portrait de la jeune fille en feu) – rendező: Céline Sciamma
38. Ragadozók (La paranza dei bambini) – rendező: Claudio Giovannesi
39. Rossz versek – rendező: Reisz Gábor
40. Šavovi – rendező: Miroslav Terzic
41. Sibel – rendező: Çagla Zencirci, Guillaume Giovanetti
42. Sajnáljuk, nem találtuk otthon (Sorry We Missed You) – rendező: Ken Loach
43. Szinonimák (Synonymes) – rendező: Nadav Lapid
44. Szívek királynője (Dronningen) – rendező: May el-Toukhy
45. Tel-Avivban minden megtörténhet (Tel Aviv on Fire) – rendező: Sameh Zoabi
46. Tiszt és kém – A Dreyfus-ügy (J'accuse) – rendező: Roman Polański
47. Wilkołak – rendező: Adrian Panek
48. Yesterday – rendező: Danny Boyle

### Rövidfilmek
A válogatásba az egyes nevező filmfesztiválok időrendjében érkeznek be a kisfilmek adatai. (Zárójelben a javaslattevő fesztiválok.)
1. Black Sheep – rendező: Ed Perkins  (Corki Filmfesztivál, 2018. november 18.)
2. Cadavre exquis – rendező: Stéphanie Lansaque és François Leroy  (Valladolidi Nemzetközi Rövidfilmfesztivál, 2018. október 27.)
3. Cadoul de Craciun – rendező: Bogdan Muresanu  (Tamperei Filmfesztivál, 2019. március 10.)
4. Cães que ladram aos pássaros – rendező: Leonor Teles  (Velencei Nemzetközi Filmfesztivál, 2019. szeptember 7.)
5. Cavalcade – rendező: Johann Lurf  (Hamburgi Nemzetközi Rövidfilmfesztivál, 2019. június 10.)
6. Egg – rendező: Martina Scarpelli  (VIS Bécsi Nemzetközi Rövidfilmfesztivál, 2019.június 2.)
7. En værdig mand – rendező: Kristian Håskjold  (Leuveni Nemzetközi Rövidfilmfesztivál, 2018. december 8.)
8. Excess Will Save Us – rendező: Morgane Dziurla-Petit   (Szarajevói Filmfesztivál, 2019. augusztus 23.)
9. (Fool Time) Job – rendező: Gilles Cuvelier  (Uppsalai Nemzetközi Rövidfilmfesztivál, 2018. október 27.)
10. Freedom of Movement – rendező: Nina Fischer és Maroan el Sani   (Rotterdami Nemzetközi Rövidfilmfesztivál, 2019. február 3.)
11. Hard On – rendező: Joanna Rytel  (Go Short – Nijmegeni Nemzetközi Rövidfilmfesztivál, 2108. április 7.)
12. Leoforos Patision – rendező: Thanasis Neofotistos  (Clermont-Ferrand-i Nemzetközi Rövidfilmfesztivál, 2019. február 3.)
13. Les extraordinaires mésaventures de la jeune fille de pierre – rendező: Gabriel Abrantes  (Curtas Vila do Conde-i Nemzetközi Filmfesztivál, 2019. július 14.)
14. One of Many – rendező: Vuk Mitevski  (Krakkói Filmfesztivál, 2019. június 2.)
15. Oslo – rendező: Shady Srour   (Odense-i Nemzetközi Filmfesztivál, 2019. szeptember 1.)
16. Rekonstrukció (Rekonstrukce) – rendező: Jiří Havlíček és Ondřej Novák  (Motovuni Filmfesztivál, 2019. július 27.)
17. Siyah güneş – rendező: Arda Çiltepe   (Locarnoi Fesztivál, 2019. augusztus 17.)
18. Suc de síndria – rendező: Irene Moray  (Berlini Nemzetközi Filmfesztivál, 2019. február 17.)
19. The Tent – rendező: Rebecca Figenschau  (Encounters Nemzetközi Rövidfilmfesztivál, Bristol, 2019. szeptember 29.)
20. Weightlifter (Sztangista; Штангист) – rendező: Dmitro Mihajlovics Szuholitkij-Szobcsuk    (Dramai Nemzetközi Filmfesztivál, 2019. szeptember 21.)

## Díjazottak és jelöltek
| „Díjazott” – szürkéskék háttérrel   |
| „Jelölt” – világos szürke háttérrel |

### Legjobb európai film
| Magyar címe                  | Eredeti címe   | Rendező            | Ország                                               |
| ---------------------------- | -------------- | ------------------ | ---------------------------------------------------- |
| A kedvenc                    | The Favourite  | Jórgosz Lánthimosz | Egyesült Királyság · Írország                        |
| Az első áruló                | Il traditore   | Marco Bellocchio   | Olaszország · Németország · Franciaország · Brazília |
| Fájdalom és dicsőség         | Dolor y gloria | Pedro Almodóvar    | Spanyolország                                        |
| Kontroll nélkül              | Systemsprenger | Nora Fingscheidt   | Németország                                          |
| Nyomorultak                  | Les misérables | Ladj Ly            | Franciaország                                        |
| Tiszt és kém – A Dreyfus-ügy | J'accuse       | Roman Polański     | Franciaország · Olaszország                          |

### Legjobb európai komédia
| Magyar címe                     | Eredeti címe     | Rendező            | Ország                        |
| ------------------------------- | ---------------- | ------------------ | ----------------------------- |
| A kedvenc                       | The Favourite    | Jórgosz Lánthimosz | Egyesült Királyság · Írország |
| ───                             | Ditte & Louise   | Niclas Bendixen    | Dánia                         |
| Tel-Avivban minden megtörténhet | Tel Aviv on Fire | Sameh Zoabi        | Luxemburg · Franciaország     |

### Legjobb európai felfedezett
| Magyar címe  | Eredeti címe   | Rendező                      | Ország                             |
| ------------ | -------------- | ---------------------------- | ---------------------------------- |
| Nyomorultak  | Les misérables | Ladj Ly                      | Franciaország                      |
| ───          | Aniara         | Pella Kågerman és Hugo Lilja | Svédország · Dánia                 |
| Az Atlantiak | Atlantique     | Mati Diop                    | Franciaország · Szenegál · Belgium |
| ───          | Blindsone      | Tuva Novotny                 | Norvégia · Dánia                   |
| ───          | Irina          | Nadezsda Koszeva             | Bulgária                           |
| Ray és Liz   | Ray & Liz      | Richard Billingham           | Egyesült Királyság                 |

### Legjobb európai dokumentumfilm
| Magyar címe           | Eredeti címe              | Rendező                            | Ország                                                  |
| --------------------- | ------------------------- | ---------------------------------- | ------------------------------------------------------- |
| Kislányomnak, Samának | For Sama                  | Waad Al-Khateab, Edward Watts      | Egyesült Királyság · Amerikai Egyesült Államok · Szíria |
| Méz – királynő        | Honeyland (Mедена земја)  | Tamara Kotevska, Ljubomir Stefanov | Észak-Macedónia                                         |
| Putyin szemtanúi      | Svideteli Putina          | Vitaly Manskiy                     | Lettország · Svájc · Csehország                         |
| ───                   | Selfie                    | Agostino Ferrente                  | Franciaország · Olaszország                             |
| ───                   | La scomparsa di mia madre | Beniamino Barrese                  | Olaszország · Amerikai Egyesült Államok                 |

### Legjobb európai animációs játékfilm
| Magyar címe                      | Eredeti címe                           | Rendező                               | Ország                            |
| -------------------------------- | -------------------------------------- | ------------------------------------- | --------------------------------- |
| Buñuel a teknősök labirintusában | Buñuel en el laberinto de las tortugas | Salvador Simó                         | Spanyolország · Hollandia         |
| Kabul fecskéi                    | Les hirondelles de Kaboul              | Zabou Breitman és Éléa Gobbé-Mévellec | Franciaország · Luxemburg · Svájc |
| Keresem a testem                 | J'ai perdu mon corps                   | Jérémy Clapin                         | Franciaország                     |
| Marona csodálatos kalandjai      | L'extraordinaire voyage de Marona      | Anca Damian                           | Franciaország · Románia · Belgium |

### Legjobb európai rövidfilm
| Magyar címe   | Eredeti címe                                                 | Rendező                       | Ország        |
| ------------- | ------------------------------------------------------------ | ----------------------------- | ------------- |
| ───           | Cadoul de Craciun                                            | Bogdan Mureșanu               | Románia       |
| ───           | Cães que ladram aos pássaros                                 | Leonor Teles                  | Portugália    |
| ───           | Les extraordinaires mésaventures de la jeune fille de pierre | Gabriel Abrantes              | Franciaország |
| Rekonstrukció | Rekonstrukce                                                 | Jiří Havlíček és Ondřej Novák | Csehország    |
| ───           | Suc de síndria                                               | Irene Moray                   | Spanyolország |

### Legjobb európai rendező
| Nyertesek és jelöltek | Magyar címe                     | Eredeti címe                      |
| --------------------- | ------------------------------- | --------------------------------- |
| Jórgosz Lánthimosz    | A kedvenc                       | The Favourite                     |
| Pedro Almodóvar       | Fájdalom és dicsőség            | Dolor y gloria                    |
| Marco Bellocchio      | Az első áruló                   | Il traditore                      |
| / Roman Polański      | Tiszt és kém – A Dreyfus-ügy    | J'accuse                          |
| Céline Sciamma        | Portré a lángoló fiatal lányról | Portrait de la jeune fille en feu |

### Legjobb európai színésznő
| Nyertesek és jelöltek       | Magyar címe                     | Eredeti címe                      |
| --------------------------- | ------------------------------- | --------------------------------- |
| Olivia Colman               | A kedvenc                       | The Favourite                     |
| Trine Dyrholm               | Szívek királynője               | Dronningen                        |
| Noémie Merlant Adèle Haenel | Portré a lángoló fiatal lányról | Portrait de la jeune fille en feu |
| Viktoria Mirosnicsenko      | ───                             | Dilda (Дылда)                     |
| Helena Zengel               | Kontroll nélkül                 | Systemsprenger                    |

### Legjobb európai színész
| Nyertesek és jelöltek | Magyar címe                  | Eredeti címe                            |
| --------------------- | ---------------------------- | --------------------------------------- |
| Antonio Banderas      | Fájdalom és dicsőség         | Dolor y gloria                          |
| Jean Dujardin         | Tiszt és kém – A Dreyfus-ügy | J'accuse                                |
| Pierfrancesco Favino  | Az első áruló                | Il traditore                            |
| Levan Gelbakhiani     | És aztán táncoltunk          | And Then We Danced (Da chven vitsekvet) |
| Alexander Scheer      | ───                          | Gundermann                              |
| Ingvar E. Sigurðsson  | A legfehérebb nap            | Hvítur, Hvítur Dagur                    |

### Legjobb forgatókönyvíró
| Nyertesek és jelöltek                                               | Magyar címe                     | Eredeti címe                      |
| ------------------------------------------------------------------- | ------------------------------- | --------------------------------- |
| Céline Sciamma                                                      | Portré a lángoló fiatal lányról | Portrait de la jeune fille en feu |
| Pedro Almodóvar                                                     | Fájdalom és dicsőség            | Dolor y gloria                    |
| Marco Bellocchio Ludovica Rampoldi Valia Santella Francesco Piccolo | Az első áruló                   | Il traditore                      |
| Ladj Ly Giordano Gederlini Alexis Manenti                           | Nyomorultak                     | Les misérables                    |
| Robert Harris / Roman Polański                                      | Tiszt és kém – A Dreyfus-ügy    | J'accuse                          |

### Legjobb európai operatőr
| Díjazott    | Magyar címe | Eredeti címe  | Ország                        | Megjegyzés |
| ----------- | ----------- | ------------- | ----------------------------- | ---------- |
| Robbie Ryan | A kedvenc   | The Favourite | Egyesült Királyság · Írország | [ 9 ]      |

### Legjobb európai vágó
| Díjazott                 | Magyar címe | Eredeti címe  | Ország                        | Megjegyzés |
| ------------------------ | ----------- | ------------- | ----------------------------- | ---------- |
| Giorgosz Mavropszaridisz | A kedvenc   | The Favourite | Egyesült Királyság · Írország | [ 9 ]      |

### Legjobb európai látványtervező
| Díjazott     | Magyar címe          | Eredeti címe   | Ország        | Megjegyzés |
| ------------ | -------------------- | -------------- | ------------- | ---------- |
| Antxon Gómez | Fájdalom és dicsőség | Dolor y gloria | Spanyolország | [ 9 ]      |

### Legjobb európai jelmeztervező
| Díjazott     | Magyar címe | Eredeti címe  | Ország                        | Megjegyzés |
| ------------ | ----------- | ------------- | ----------------------------- | ---------- |
| Sandy Powell | A kedvenc   | The Favourite | Egyesült Királyság · Írország | [ 9 ]      |

### Legjobb európai fodrász- és sminkmester
| Díjazott     | Magyar címe | Eredeti címe  | Ország                        | Megjegyzés |
| ------------ | ----------- | ------------- | ----------------------------- | ---------- |
| Nadia Stacey | A kedvenc   | The Favourite | Egyesült Királyság · Írország | [ 9 ]      |

### Legjobb európai zeneszerző
| Díjazott     | Magyar címe     | Eredeti címe   | Ország      | Megjegyzés |
| ------------ | --------------- | -------------- | ----------- | ---------- |
| John Gürtler | Kontroll nélkül | Systemsprenger | Németország | [ 9 ]      |

### Legjobb európai hangzástervező
| Díjazott                                                | Magyar címe | Eredeti címe        | Ország                                                            | Megjegyzés |
| ------------------------------------------------------- | ----------- | ------------------- | ----------------------------------------------------------------- | ---------- |
| Eduardo Esquide Nacho Royo-Villanova Laurent Chassaigne | ───         | La noche de 12 años | Uruguay · Spanyolország · Argentína · Franciaország · Németország | [ 9 ]      |

### Legjobb európai trükkmester
| Díjazott                                                                     | Magyar címe                 | Eredeti címe    | Ország                              | Megjegyzés |
| ---------------------------------------------------------------------------- | --------------------------- | --------------- | ----------------------------------- | ---------- |
| Martin Ziebell Sebastian Kaltmeyer Néha Hirve Jesper Brodersen Torgeir Busch | Történetek a végtelenségről | Om det oändliga | Svédország · Németország · Norvégia | [ 9 ]      |

### Európai koprodukciós díj – Prix Eurimages
| Díjazott           | Foglalkozás  | Alkotás | Ország       | Megjegyzés |
| ------------------ | ------------ | ------- | ------------ | ---------- |
| Ankica Jurić Tilić | filmproducer | ───     | Horvátország | [ 23 ]     |

### Legjobb európai teljesítmény a világ filmművészetében
| Díjazott         | Foglalkozás | Alkotás | Ország        | Megjegyzés |
| ---------------- | ----------- | ------- | ------------- | ---------- |
| Juliette Binoche | filmszínész | ───     | Franciaország | [ 24 ]     |

### Legjobb európai teljesítmény játékfilmsorozatban
| Díjazott                                        | Foglalkozás                          | Alkotás        | Ország      | Megjegyzés |
| ----------------------------------------------- | ------------------------------------ | -------------- | ----------- | ---------- |
| Achim von Borries, Henk Handloegten, Tom Tykwer | alkotók (forgatókönyvírók, rendezők) | Babilon Berlin | Németország | [ 8 ]      |

### Az Európai Filmakadémia életműdíja
| Díjazott      | Foglalkozás                                  | Alkotás | Ország      | Megjegyzés |
| ------------- | -------------------------------------------- | ------- | ----------- | ---------- |
| Werner Herzog | filmrendező, forgatókönyvíró, vágó, producer | ───     | Németország | [ 14 ]     |

### Közönségdíj a legjobb európai filmnek
| Magyar címe                             | Eredeti címe                                | Rendező            | Ország                                             |
| --------------------------------------- | ------------------------------------------- | ------------------ | -------------------------------------------------- |
| Hidegháború                             | Zimna wojna                                 | Paweł Pawlikowski  | Lengyelország · Egyesült Királyság · Franciaország |
| A 64-es betegnapló                      | Journal 64                                  | Christoffer Boe    | Dánia · Németország                                |
| A kedvenc                               | The Favourite                               | Jórgosz Lánthimosz | Egyesült Királyság · Írország                      |
| A kenyérkereső                          | The Breadwinner                             | Nora Twomey        | Írország · Kanada · Luxemburg                      |
| A szent és a farkas                     | Lazzaro felice                              | Alice Rohrwacher   | Olaszország · Franciaország · Németország · Svájc  |
| Dogman – Kutyák királya                 | Dogman                                      | Matteo Garrone     | Olaszország · Franciaország                        |
| Fájdalom és dicsőség                    | Dolor y gloria                              | Pedro Almodóvar    | Spanyolország                                      |
| Határeset                               | Gräns                                       | Ali Abbasi         | Svédország · Dánia                                 |
| Lány                                    | Girl                                        | Lukas Dhont        | Belgium · Hollandia                                |
| Legendás állatok: Grindelwald bűntettei | Fantastic Beasts: The Crimes of Grindelwald | David Yates        | Egyesült Királyság · Amerikai Egyesült Államok     |
| Mamma Mia! Sose hagyjuk abba            | Mamma Mia! Here We Go Again                 | Ol Parker          | Egyesült Királyság · Amerikai Egyesült Államok     |
| Szabadúszók                             | Le grand bain                               | Gilles Lellouche   | Franciaország                                      |

### Európai Filmakadémia fiatal közönség díja
| Magyar címe | Eredeti címe | Rendező        | Ország                |
| ----------- | ------------ | -------------- | --------------------- |
| –––         | Los Bando    | Christian Lo   | Norvégia · Svédország |
| Öregfiúk    | Old Boys     | Toby MacDonald | Egyesült Királyság    |
| –––         | Vechtmeisje  | Johan Timmers  | Hollandia             |

## Európai Egyetemi Filmdíj
Az Európai Filmakadémia (EFA) és a Hamburgi Filmfesztivál (Filmfest Hamburg) által közösen alapított díj jelöltjeit 2019. október 1.én hozták nyilvánosságra. A 2019-ben 25 európai egyetem – köztük a Pázmány Péter Katolikus Egyetem – hallgatóinak szavazatai alapján odaítélt díjat, ami nem tartozik az európai filmdíjak sorába, a nyertes alkotás december 5-én történt hivatalos kihírdetését követően, másnap, az Európai Filmdíj december 7-i gálaünnepsége előtti napon adják át a film rendezőjének.
| Magyar címe                           | Eredeti címe                            | Rendező               | Ország                                                               |
| ------------------------------------- | --------------------------------------- | --------------------- | -------------------------------------------------------------------- |
| Portré a lángoló fiatal lányról       | Portrait de la jeune fille en feu       | Céline Sciamma        | Franciaország                                                        |
| És aztán táncoltunk                   | And Then We Danced (Da chven vitsekvet) | Levan Akin            | Svédország · Grúzia · Franciaország                                  |
| Isten létezik, és Petrunijának hívják | Gospod postoi, imeto i' e Petrunija     | Teona Stugar Mitevska | Észak-Macedónia · Belgium · Szlovénia · Franciaország · Horvátország |
| Kontroll nélkül                       | Systemsprenger                          | Nora Fingscheidt      | Németország                                                          |
| Ragadozók                             | La paranza dei bambini                  | Claudio Giovannesi    | Olaszország                                                          |

## Díjátadók
Az alábbi személyek adják át a díjakat.
| Név                                   | Foglalkozás                                      | Tevékenység                                                         | Megjegyzés |
| ------------------------------------- | ------------------------------------------------ | ------------------------------------------------------------------- | ---------- |
| Joanna Kulig                          | színésznő                                        | A legjobb európai rendező díjának átadója                           |            |
| Daphne Patakia Milan Marić            | színésznő színész                                | A legjobb európai rövidfilm díj átadói                              |            |
| Hera Hilmar                           | színésznő                                        | A legjobb európai animációs játékfilm díjának átadója               |            |
| Aiste Dirziute Anna Brüggemann        | színésznő                                        | A technikai kiválóságdíjak ismertetői                               |            |
| Agata Buzek                           | színésznő                                        | Az európai koprodukciós díj – Prix Eurimages díj átadója            |            |
| Jakob Cedergren Benedetta Porcaroli   | színész színésznő                                | A legjobb forgatókönyvíró díj átadói                                |            |
| Claes Bang                            | színész                                          | A legjobb európai színész díj átadója                               | [ 27 ]     |
| Adriana Ugarte                        | színésznő                                        | A legjobb európai színésznő díj átadója                             | [ 28 ]     |
| Agnieszka Holland Rosa von Praunheim  | filmrendező, az EFA ügyvezető elnöke filmrendező | A legjobb európai teljesítmény játékfilmsorozatban díj átadói       |            |
| Alex Lawther Josefine Frida Pettersen | színész színésznő                                | A legjobb európai felfedezett – FIPRESCI díj átadói                 |            |
| Claire Denis                          | forgatőkönyvíró, filmrendező, színésznő          | A legjobb európai teljesítmény a világ filmművészetében díj átadója |            |
| Sarina Radomski Julius Feldmeier      | színésznő színész                                | A legjobb európai film közönségdíjának átadói                       |            |
| Wim Wenders                           | filmrendező, az EFA elnöke                       | Az Európai Filmakadémia életműdíjának átadója                       |            |
| Eva Melander                          | színésznő                                        | A legjobb európai komédia díj átadója                               |            |
| Nino Kirtadze                         | újságíró, filmrendező, színésznő                 | A legjobb európai dokumentumfilm díjának átadója                    |            |
| David Yates                           | filmrendező                                      | A legjobb európai film díjának átadója                              |            |